# Église Saint-Michel de Riunoguès
L'église Saint-Michel de Riunoguès (catalan : església de Sant Miquel de Riunoguers) est une église catholique romane située à Riunoguès, sur la commune de Maureillas-las-Illas, en France.

## Localisation
L'église est située dans le département français des Pyrénées-Orientales, dans la commune de Maureillas-las-Illas au sein du hameau de Riunoguès.

## Histoire
L'église Saint-Michel de Riunoguès existe dès avant 974, date à laquelle un texte du pape Benoît VI confirme qu'elle, et le lieu de Riunoguès (villam de rivo Nugario cum ecclesia Sancti Michaelis), appartiennent à l'abbaye Sant Pere de Rodes. Cette possession est à nouveau confirmée par le roi des Francs Lothaire en 982 (alodum quod vocant Noagarium cum ecclesia Sancti Michaelis) et le pape Jean XV en 990 (villam quae dicitur Rivo de Nugarios [...] et cum ipsa ecclesia Sancti Michaelis). 
La date de construction du bâtiment est inconnue, elle pourrait avoir eu lieu durant le Xe siècle voire le IXe siècle.

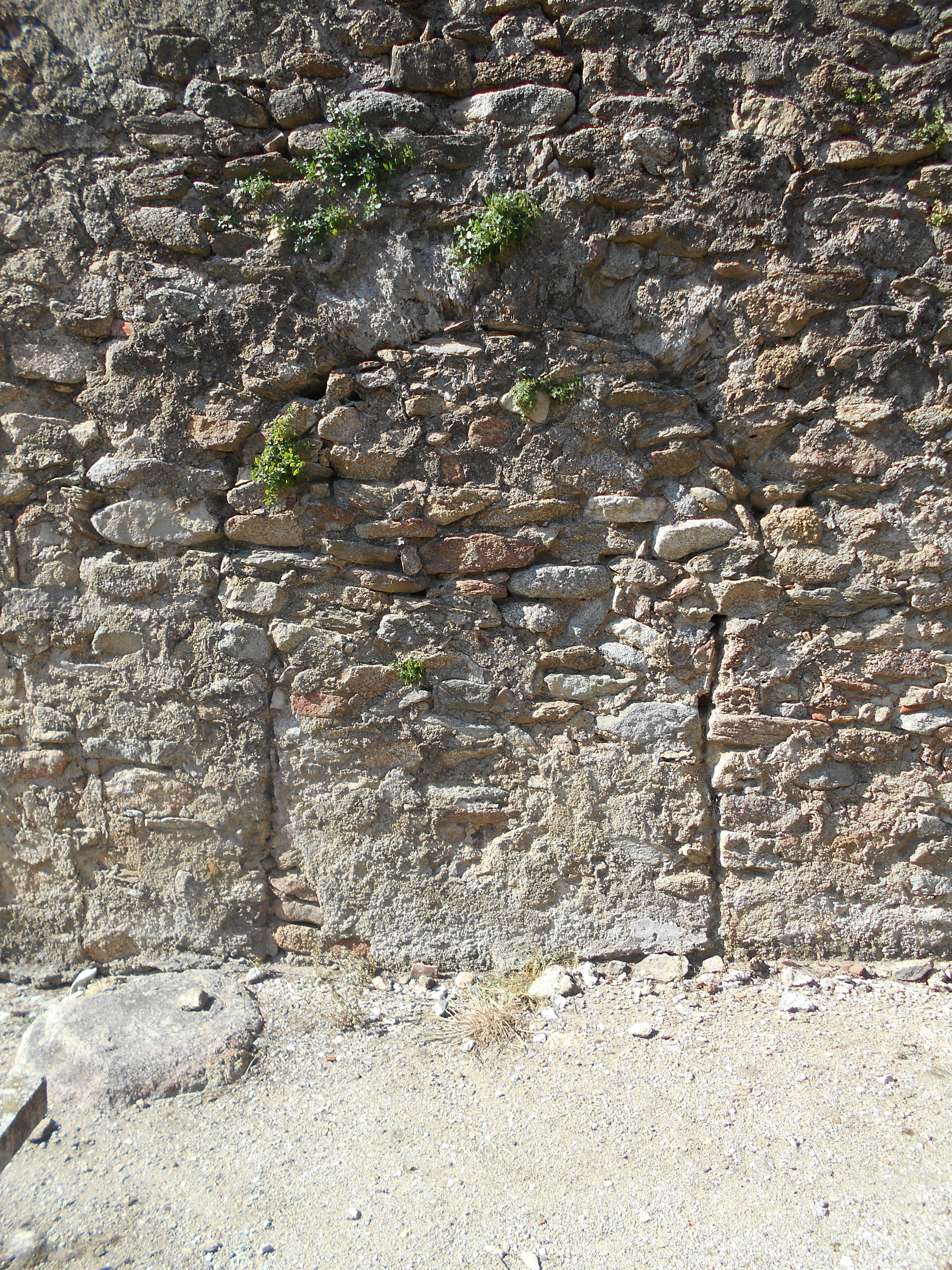
L'ancienne porte, murée, est toujours visible de l'extérieur.

L'église originelle devait suivre l'architecture habituelle des églises préromanes rurales de la région : une nef unique, rectangulaire, de petite taille, prolongée à l'est par un chevet plat de forme trapézoïdale, plus étroit que la nef, dont l'axe est déporté vers le sud par rapport à celui de la nef, dont la seule porte s'ouvrait dans le mur sud. La nef à cette époque n'est pas voûtée.
Cette porte, en arc outrepassé en forme de trou de serrure (autre caractéristique préromane), est murée à une date inconnue, une autre entrée étant ouverte dans le mur du fond de la nef, à l'ouest. Un clocher devait surmonter l'arc triomphal. Détruit, il est remplacé, peut-être au XVIIe siècle, par un clocher à deux baies sur la façade occidentale.
L'édifice est classé au titre des monuments historiques en 1989.
L'église reste un lieu de culte au XXIe siècle avec des messes pour la fête de Saint-Michel le 29 septembre ou pour des obsèques, dont celles de Marie-Louise Blangy, inhumée dans le cimetière de Riunoguès en 2012.

## Culte et traditions
La fête traditionnelle du village de Riunoguès se déroule pour la Saint-Michel (le 29 septembre). L'historien Pierre Vidal la décrit ainsi en 1899 : 

« Quel que temps avant, l'une des familles du village est chargée 
de recueillir du seigle : chacun donne selon ses moyens. 
La veille de la fête, ce seigle, qui a été converti en jolie 
farine, est converti, à son tour, en petits pains de un 
quart de kilo chacun. Le lendemain, à la sortie de la 
messe, on donne un de ces petits pains à chacun des 
étrangers qui sont venus assister à la fête. On raconte 
qu'un jour, sur la proposition du maire de la commune, 
les habitants décidèrent de renoncer à cette coutume, 
pourtant si louable. Mal leur en prit : la Saint-Michel 
arrivée, une grêle épouvantable ravagea les récoltes, si 
bien que, depuis, on ne trouverait pas à Riunoguès un 
homme capable de demander la suppression de la bréna 
qui est distribuée aux étrangers le jour de la fête. »

### Articles et ouvrages
- André Bordaneil, « Maureillas, Las Illas, Riunoguès et l'art préroman ou comment le Vallespir est-il devenu une terre chrétienne et à quelle époque exactement ? », Cahiers de la Rome, no 25,‎ 2016, p. 27-48
- Marie-Louise Fischer-Blangy, « Riunoguers : église Sant Miquel », Conflent, no 107,‎ 1980, p. 9-23
- Marie-Louise Blangy, « Histoire du village de Riunoguers », Conflent, no 133,‎ 1985, p. 30-43
- Marie-Louise Blangy, « Histoire de Riunoguès et de sa Vierge romane », Cahiers de la Rome, no 8,‎ 1999, p. 27-34
- Marie-Louise Blangy, « Église Sant Miquel de Riunoguers », Cahiers de la Rome, no 9,‎ 2000, p. 51-56
- Georges Castellvi, « Biographie de Marie-Louise Blangy », association pour le patrimoine de la vallée de la Rome
- Géraldine Mallet, Églises romanes oubliées du Roussillon, Montpellier, Les Presses du Languedoc, 2003, 334 p. (ISBN 978-2-8599-8244-7)
- Bruno Segondy, « Les retables restaurés de Riunoguès et du Boulou », Cahiers de la Rome, no 22,‎ 2013, p. 33-38
- (ca) « Sant Miquel de Riunoguers », dans Catalunya romànica, t. XXV : El Vallespir. El Capcir. El Donasà. La Fenolleda. El Perapertusès, Barcelone, Fundació Enciclopèdia Catalana, 1996
- Pierre Vidal, Guide historique & pittoresque dans le Département des Pyrénées-Orientales, Librairie Saint-Martory, 1899 (lire en ligne)

### Fiches du ministère de la Culture
- « Église Saint-Michel-de-Riunoguès », notice no PA00104046, sur la plateforme ouverte du patrimoine, base Mérimée, ministère français de la Culture
- « Dossier de protection, Église Saint-Michel-de-Riunoguès » [PDF], base Mérimée, ministère français de la Culture
- « Retable Saint-Michel », notice no PM66000497, sur la plateforme ouverte du patrimoine, base Palissy, ministère français de la Culture
- « Fonts baptismaux », notice no PM66000498, sur la plateforme ouverte du patrimoine, base Palissy, ministère français de la Culture
- « Banc seigneurial », notice no PM66000499, sur la plateforme ouverte du patrimoine, base Palissy, ministère français de la Culture
- « Retable de Saint-Michel (maitre autel) », notice no PM66001643, sur la plateforme ouverte du patrimoine, base Palissy, ministère français de la Culture